# كوميندادور، الياس بينيا
كوميندادور، الياس بينيا هي بلدية في جمهورية الدومينيكان، تتبع محافظة إلياس بينيا ‏، بلغ عدد سكانها 25٬475 نسمة.